# Evacanthus chlamidatus
Evacanthus chlamidatus är en insektsart som beskrevs av Hamilton 1983. Evacanthus chlamidatus ingår i släktet Evacanthus och familjen dvärgstritar. Inga underarter finns listade i Catalogue of Life.